# Leronlimab
El leronlimab (nombre en clave: PRO 140) es un anticuerpo monoclonal humanizado dirigido en contra del receptor CCR5 que se encuentra en los linfocitos T del sistema inmunológico humano. Está siendo investigado como una terapia potencial en el tratamiento contra la infección del VIH.
La FDA ha designado al leronlimab para su aprobación por la vía rápida. En febrero de 2008, el medicamento había entrado en la Fase II de los ensayos clínicos.
En enero de 2014 se aprobó para empezar la fase IIb, Punto culminante para comenzar la fase III,

## Desarrollo
El leronlimab está siendo desarrollado por la compañía farmacéutica Progenics. En mayo de 2007, anunciaron los resultados de la Fase I del ensayo clínico del medicamento. Los investigadores dijeron que los resultados habían demostrado una "potente, rápida, prolongada, dosis dependiente, actividad antiviral significativamente elevada" para el leronlimab.

## Mecanismo de acción
El leronlimab funciona como un inhibidor de entrada. Éste se une al receptor CCR5 e interfiere con las habilidades del VIH para entrar en la célula. A diferencia de otros inhibidores de entrada, el leronlimab es un anticuerpo monoclonal. Por lo tanto, tiene que ser inyectado para ser eficaz. Sin embargo, una vez dentro del cuerpo, el leronlimab se une a CCR5 durante más de 60 días, lo que permite una dosificación menos frecuente.